# Али Аскер
Али Аскер (род. в 1968 г.) — заведующий кафедрой международных отношений факультета Экономики и международных отношений Университета Карабюк, профессор.

## Происхождение
Профессор Али Аскер родился в 1968 году в Азербайджане.

## Образование
- В 1986 году поступил на радиотехнический факультет Азербайджанского технического университета.
- В 1987—1989 годах прошел военную службу в Закавказском военном управлении ВС СССР. После армии продолжил образование.[1]
- В 1992 году добровольно вступил в Азербайджанскую национальную армию и участвовал в Первой Карабахской войне.
- В 1993 году окончил университет и получил степень инженера.
- В 1993 году поступил на юридический факультет Бакинского государственного университета. В 1997 году с отличием окончил это учебное заведение.[2]
- В 1997—1998 годах учился в Институте тюркского мира Эгейского университета.
- В 1998—2000 годах получал образование на факультете Юридического права Университета Мармара и получил степень магистра, защитив диссертацию на тему «Государственное устройство и основные элементы его конституции».
- В 2007 году защитил диссертацию на тему «Изменения политического режима в бывших Социалистических странах» в Университете Анкары и получил степень доктора права.

## Карьера
- После докторантуры работал турецким представителем азербайджанских газет «Айна» и «Зеркало». Али Аскер является автором многих публикаций и переводов работ, посвященных Кавказу, русско-славянскому языку, Центральной Азии и тюркскому миру в различных аналитических центрах.
- В 2011 году начал работать преподавателем на кафедре политологии и государственного управления факультета экономики и административных наук Университета Карабюк.
- В 2016 году получил ученое звание доцента по регионоведению.
- В 2021 году назначен профессором кафедры международных отношений этого факультета. В настоящее время работает заведующим кафедрой международных отношений Университета Карабюк.[1][3]
- В 2019 году профессор Али Аскер был удостоен специальной премии Hukuk ansiklopedisi за перевод мировых конституций на турецкий язык.

## Труды
- Azerbaycan Milliyetçiliği. İçinde: Milliyetçilik (Editör: Tevfik Erdem), Otorite Yay., İstanbul 2020 (ss. 552—563)
- Mehmet Emin Resulzade. İçinde: Milliyetçilik (Editör: Tevfik Erdem), Otorite Yay., İstanbul 2020 (ss. 749—768)
- Ali Asker, Ahmet Bey Ağaoğlu. İçinde: Milliyetçilik (Editör: Tevfik Erdem), Otorite Yay., İstanbul 2020 (ss. 784—797)
- Ali Bey Hüseyinzade (Turan). İçinde: Milliyetçilik (Editör: Tevfik Erdem), Otorite Yay., İstanbul 2020 (ss. 806—822)
- Azerbaycan’da Milli Kimlik İnşasının Sosyo-Ekonomik ve Fikri Temelleri (19. Yüzyılın Ortaları- 20. Yüzyılın Başları). İçinde: Azerbaycan
- Düşünce Tarihi Evreler, Olaylar ve Şahsiyetler (19. Yüzyılın Ortaları-20. Yüzyıl Başları), (Editör: Ali Asker), Ankara 2020
- Üç Dönem Kesitinde Azerbaycan Tiyatrosu: Aydınlanma, Bağımsızlık ve Sosyalizm Evrelerine Bir Bakış, İçinde: Azerbaycan Düşünce Tarihi Evreler, Olaylar ve Şahsiyetler (19. Yüzyılın Ortaları-20. Yüzyıl Başları), (Editör: Ali Asker), Ankara 2020
- Geleneksel Toplumdan Cumhuriyete Yönetim ve Hukuk Sisteminin Tarihi Gelişimi, İçinde: Azerbaycan Düşünce Tarihi Evreler, Olaylar ve Şahsiyetler (19. Yüzyılın Ortaları-20. Yüzyıl Başları), (Editör: Ali Asker), Ankara 2020
- Azerbaycan Türklerinin Düşünce Hayatında Üzeyir Bey Hacıbeyli’nin Rolü, İçinde: Azerbaycan Düşünce Tarihi Evreler, Olaylar ve Şahsiyetler (19. Yüzyılın Ortaları-20. Yüzyıl Başları), (Editör: Ali Asker), Ankara 2020
- Ahmet Bey Ağaoğlu — Ali Asker[4]